# ویلیام وویزی
ویلیام وویزی (انگلیسی: William Voisey; ۱۹ نوامبر ۱۸۹۱ – ۱۹ اکتبر ۱۹۶۴) بازیکن فوتبال اهل بریتانیا بود.
از باشگاه‌هایی که در آن بازی کرده‌است می‌توان به باشگاه فوتبال میلوال اشاره کرد.
وی همچنین در تیم ملی فوتبال انگلستان (wartime) بازی کرده‌است.